# Yumie Hiraiwa
Yumie Hiraiwa (平岩 弓枝, Hiraiwa Yumie, née le 15 mars 1932 et morte le 9 juin 2023 à Tokyo) est une écrivaine japonaise, lauréate du prix Naoki.

## Biographie
Fille du prêtre  en chef d'un sanctuaire Hachiman du quartier de Yoyogi, Hiraiwa Yumie naît à Tokyo en 1932. Après avoir obtenu son diplôme du département de littérature japonaise de l'université pour femmes du Japon, l'écrivaine en herbe étudie auprès du romancier Togawa Yukio et devient membre du Shinyo-kai, association de promotion de la littérature fondée en mémoire du romancier Hasegawa Shin. En 1959, son roman Taganeshi (« un graveur de nom sur épée ») est couronnée du prix Naoki.

## Œuvre
Ses œuvres représentatives comprennent la série de romans policiers historiques Onyado Kawasemi (« L'auberge Kawasemi »). Ses travaux couvrent un large éventail de genres, y compris des romans historiques et contemporains, des mystères, des romans sur l'adolescence et les scénarios de pièces de théâtre et de téléfilms. En 1987, elle devient membre du comité de sélection du prix Naoki.